# Saint Jean-Baptiste (Pontormo)
Pour les articles homonymes, voir Saint Jean-Baptiste (homonymie).
Saint Jean-Baptiste – en italien San Giovanni Battista – est un tableau réalisé en 1515 par le peintre italien Pontormo. De format vertical, cette huile sur bois est une peinture religieuse qui représente Jean le Baptiste à mi-corps, vêtu en rouge orangé devant un fond noir. Prélevé à la galerie du Belvédère, à Vienne, en Autriche, le panneau entre en France en 1809. En dépôt au musée des Beaux-Arts de Dijon depuis 1812, il appartient depuis 2010 à la commune de Dijon, dans la Côte-d'Or, après que l'État lui a transféré sa propriété à titre gratuit.